# Гранди, Гвидо (философ)

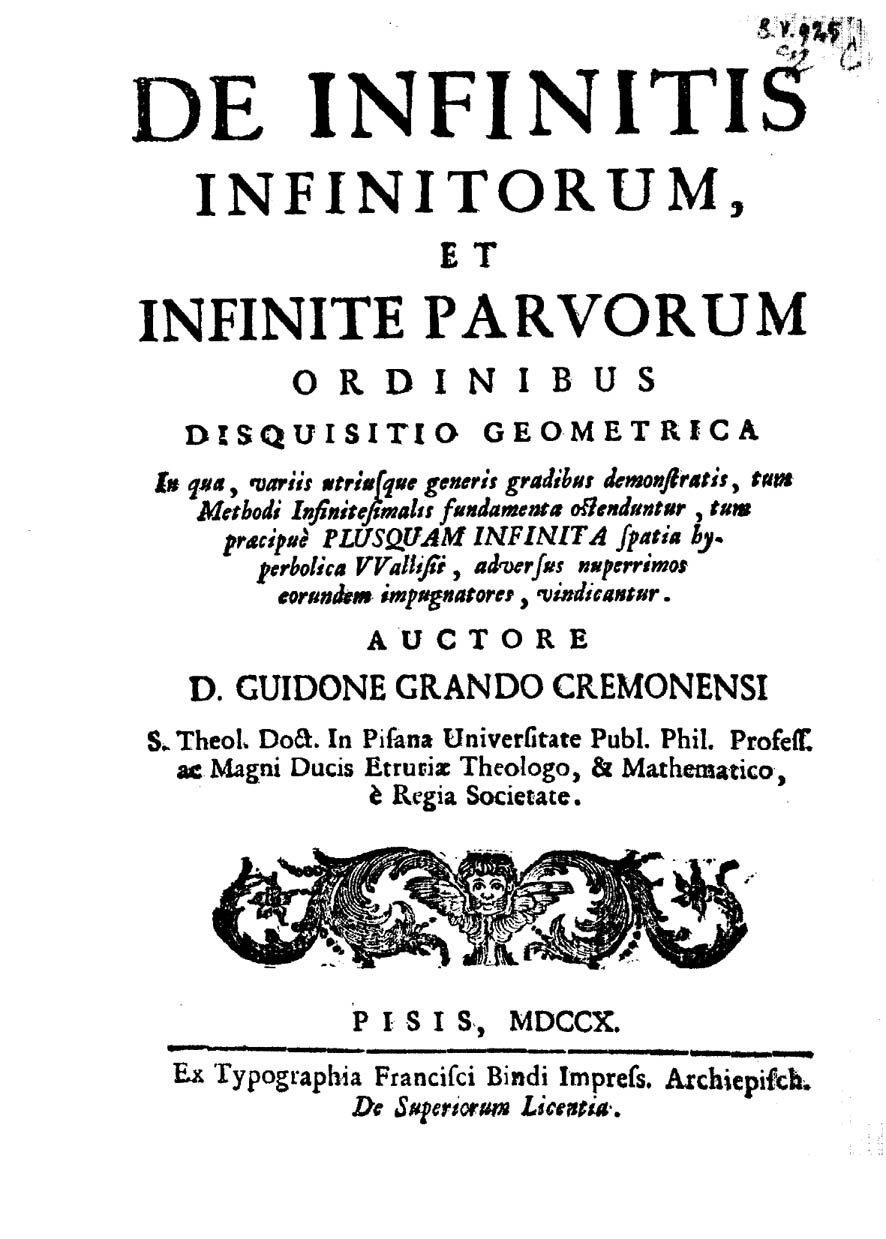
De infinitis infinitorum

Гвидо Гранди, OSBCam, (10 октября 1671, Кремона, Миланское герцогство — 4 июля 1742[…], Пиза, Великое герцогство Тосканское) — итальянский монах, священник, философ, математик и инженер.

## Жизнь
Гранди родился 1 октября 1671 года в Кремоне, Италия и был крещён как Луиджи. Когда пришло время, он получил образование в Иезуитском коллегиуме. После того как он закончил обучение там 1687 года, он вступил в новициат Кальмадульских монахов в Ферраре и принял имя Гвидо. В 1693 он был отправлен в Церковь Святого Григория Великого на Целии, дом Камедулов в Риме, чтобы завершить свои исследования по философии и теологии в рамках подготовки к священству. Год спустя Гранди был назначен профессором обоих полей в приют монастыря Святой Марии Ангелов во Флоренции. Похоже, что именно в этот период его жизни, он проявлял интерес к математике. Провёл исследование в частном порядке, однако, он был назначен профессором философии в монастыре Санкт-Грегори 1700 году, впоследствии занимал должность в той же области в Пизе.
К 1707 году Гранди создал такую репутацию в области математики, что был назначен придворным математиком Правителя Тосканы, Козимо III Медичи. На этой должности он также работал как инженер, уже находясь на должности управляющего воды для княжества. В 1709 он посетил Англию. Там он поразил своих коллег и был избран членом Лондонского королевского общества. Университет Пизы назначил его профессором математики в 1714 году. Умер в Пизе 4 июля 1742.

## Математические исследования
В 1701 году Гранди опубликовал исследование конической локсодромы, после чего исследования 1703 года кривой, которую он назвал "versiera", от латинского: "vertere" (чтобы включить). Позже эту кривую исследовала одна из немногих женщин-ученых — Мария Гаэтана Аньези. Из-за неправильного перевода работы на английский язык, что принял термин «ведьма» (итальянский: avversiera) сроком Гранди, эта кривая стала известна на английском языке как локон ведьмы Агнесcы. Именно благодаря его исследованию этой кривой, Гранди помог перенести идеи Лейбница на вычисления в Италии.
В математике Гранди является наиболее известным благодаря его работе «Flores geometrici» (1728), в которой исследована кривая розы, кривую, которая имеет форму лепестков цветка, и благодаря ряду Гранди. Кривую он назвал «rhodonea». Он также сделал вклад в Записке о Трактат Галилея который касается движения в природе (лат. Note on the Treatise of Galileo Concerning Natural Motion) в первом издании флорентийской работы Галилео Галилея.

## Работы
- Geometrica demonstratio Vivianeorum problematum. Florentiae: ex Typographia Iacobi de Guiduccis propè Conductam. 1699.
- De infinitis infinitorum, et infinite parvorum ordinibus disquisitio geometrica. Pisis: ex Typographia Francisci Bindi impress. archiepisch. 1710.
- Epistola mathematica de momento gravium in planis inclinatis. Lucae: typis Peregrini Frediani. 1711.
- Dialoghi circa la controversia eccitatagli contro dal sig. Alessandro Marchetti. In Lucca: ad istanza di Francesco Maria Gaddi librajo in Pisa. 1712.
- Prostasis ad exceptiones clari Varignonii libro De infinitis infinitorum ordinibus oppositas circa magnitudinum plusquam-infinitarum Vallisii defensionem et anguli contactus. Pisis: ex Typographia Francisci Bindi impress. archiepisch. 1713.
- Del movimento dell'acque trattato geometrico. Firenze.
- Relazione delle operazioni fatte circa il padule di Fucecchio. In Lucca: per Leonardo Venturini. 1718.
- Trattato delle resistenze. Firenze: per Tartini e Franchi. 1718.
- Compendio delle Sezioni coniche d'Apollonio con aggiunta di nuove proprietà delle medesime sezioni. In Firenze: nella Stamperia di S.A.R. per gli Tartini e Franchi. 1722.
- Instituzioni meccaniche. In Firenze: nella Stamperia di S.A.R. per Gio: Gaetano Tartini e Santi Franchi. 1739.
- Istituzioni di aritmetica pratica. In Firenze: nella Stamperia di S.A.R. per Gio: Gaetano Tartini e Santi Franchi. 1740.
- Sectionum conicarum synopsis. Florentiae: ex typographio Ioannis Paulli Giovannelli. 1750.